# NASCAR RaceDay
NASCAR RaceDay è un programma televisivo statunitense. Si tratta del pre-gara di SPEED Channel per la serie di competizioni automobilistiche NASCAR. È presentato da John Roberts, Kenny Wallace e Kyle Petty oltre a Wendy Venturini. Quando TNT trasmette le gare, Darrell Waltrip prende il posto di Kyle Petty.